# Береш (село)
Бере́ш — село в Шарыповском районе Красноярского края России. Входит в состав Холмогорского сельсовета. Расположено к югу от районного центра Шарыпово.
Первое упоминание о деревне Береш (Берешинская, Поперешенская) обнаружено в исповедной росписи Ужурской Петро-Павловской церкви за 1804 год. Всего в 6-ти семьях учтено 55 душ крестьян, из них 28 душ мужского пола и 27 душ женского пола. В исповедной росписи этой же церкви за 1802 год деревни Береш не обнаружено, откуда можно предположить, что данная деревня образована в 1802—1803 гг.
В 1926 году состояла из 448 хозяйств, основное население — русские. В административном отношении являлось центром Берешского сельсовета Берёзовского района Ачинского округа Сибирского края.

## Население
| 1926 | 2010 |
| ---- | ---- |
| 1317 | ↘438 |

Гендерный состав
По данным Всероссийской переписи населения 2010 года, 209 мужчин и 229 женщин из 438 чел.